# Hayden Tee
Hayden Tee (1980) è un attore e cantante neozelandese naturalizzato australiano.

## Biografia
Hayden Tee è cresciuto a Maungaturoto prima di trasferirsi ad Auckland all'età di sedici anni. Nel 1998 si immatricolò al National Institute of Dramatic Art, dove studiò recitazione.
Cominciò a recitare professionalmente a Sydney nel 2003, affermandosi presto sulle scene australiane come protagonista in diversi spettacoli musicali, a partire dal musical Premio Pulitzer South Pacific ad Adelaide nel 2005. Nello stesso anno si trasferì a Londra, dove fu scelto per interpretare Marius Pontmercy nel musical Les Misérables in scena al Queen's Theatre del West End londinese. Nel 2006 tornò in Australia per recitare nella prima nazionale del musical Titanic, a cui seguì nel 2008 il duplice ruolo di Gus e Growltiger nella tournée asiatica e australiana del musical di Andrew Lloyd Webber Cats. 
Nel 2009 interpretò il ruolo di Freddy Einsford Hill in My Fair Lady, in un allestimento dell'Opera Australia; nel 2011 tornò a ricoprire lo stesso ruolo in un allestimento del musical a Boston. Negli anni successivi continuò a recitare negli Stati Uniti, apparendo in ruoli principali nei musical Into the Woods ad Atlanta (2011), Camelot (2011) e 1776 a Pittsburgh (2013). Nel 2014 recitò a Singapore nella prima nazionale del dramma Take Me Out, mentre nel 2016 fece il suo debutto a Broadway nel musical Les Misérables in cui interpretava il coprotagonista Javert. L'anno successivo tornò a interpretare Javert sulle scene londinesi, restando nel cast britannico di Les Misérables per un anno. Nel 2018 ha interpretato Miss Trunchball nel musical Matilda in scena al Cambridge Theatre del West End in una produzione della Royal Shakespeare Company.